# Cezarjeva solata
Cezarjeva solata (angleško Caesar salad) je jed sestavljena iz rimske zelene solate in krutonov, začinjena z limoninim sokom (ali limetinim sokom), oljčnim oljem, jajcem, worcestershirsko omako, inčuni, česnom, dižonsko gorčico, parmezanom in črnim poprom.

## Zgodovina
Izum solate na splošno pripisujejo italijanskemu restavratorju Cesareju Cardiniju, ki je upravljal restavracije v Mehiki in Združenih državah Amerike. Njegova hči Rosa je pripovedovala, da je njen oče izumil solato v svoji restavraciji Caesar's (v hotelu Caesar v Tijuani v Mehiki), ko je 4. julija 1924 izčrpal kuhinjske zaloge. Cardini se je zadovoljil s tem, kar je imel. Cardini je živel v San Diegu, delal pa je tudi v Tijuani, kjer se je izogibal omejitvam prohibicije. Del Cardinijevega osebja je povedalo, da so si jed izmislili.

## Običajne sestavine
Različice vključujejo različne liste, dodajanje mesa, kot je piščanec na žaru ali slanina, ali izpuščanje sestavin, kot so sardele in jajca. Pogoste sestavine v številnih receptih:
- rimska solata ali zelena solata
- oljčno olje
- zdrobljen česen
- sol
- dijonska gorčica
- mleti črni poper
- kimonin sok
- worcestrska omaka
- sardele
- surova ali dušena jajca
- nariban parmezan

## Zdravstvene težave
Obstaja nevarnost okužbe z bakterijo salmonela, ki jo včasih najdemo v surovih jajcih zaradi razpokane ali neustrezno obdelane jajčne lupine oziroma poškodovane zaščitne povrhnjice. Posodobljeni recepti priporočajo jajca, ki so kratko segreta na 70 °C ali so bila pasterizirana.